# 傑伊 (紐約州)
傑伊（英語：Jay）是一個位於美國紐約州艾塞克斯縣的鎮。

## 人口
根據2020年美國人口普查的數據，傑伊的面積為176.40平方千米，當中陸地面積為175.24平方千米，而水域面積為0.16平方千米。當地共有人口2486人，而人口密度為每平方千米14人。